# Vascons
Els vascons —en llatí: vascones o vasconii— foren un poble d'Hispània, que vivia majoritàriament a la provincia romana de la Tarraconense, als Pirineus occidentals i el curs alt del riu Ebre (en un terriori que actualment correspon amb tota Navarra, part de Guipúscoa, àrees de l'oest de Saragossa, i el norest i centre de La Rioja). En l'antiguitat els seus pobles veïns eren, al nord, els aquitans; a l'oest, els vàrduls; al sud-oest, els berons; al sud, els pelèndons i lusons; al sud-est, els edetans que ocupaven la Vall de l'Ebre; a l'est, els ilergets (que ocupaven Lleida i Osca), i al nord-est, els cerretans.

## Territori
Els vascons ocupaven la regió que avui és Navarra i algunes zones veïnes de l'Aragó, La Rioja, i Guipúscoa. Cap a l'est de Tudela, haurien viscut fins al riu Gàllego, que marcaria el límit oriental incloent Jaca al nord. Cap a l'oest, l'anomenat el Vasconum Saltus arribava fins al mar per Hondarribia i Oiartzun, enfrontant allà els vàrduls, emparentats amb als càntabres. El territori vascó baixava cap al sud fins a l'actual Logronyo.
Estrabó i Ptolemeu establien com ciutats dels vascons: Calagurris, Cascantum, Ergauica, Graccurris, Tarraga, Andelos, Iaca, Pompaelo i Segia. Plini menciona també a Aracilum i Cara.

### Orografia i geologia
Al nord del territori vascó se situa la serralada pirinenca, que augmenta progressivament la seva altura cap a l'orient, i la disminueix cap a occident. La serralada pirinenca i els seus contraforts tenen una altura entre 1.000 i 2.000 metres sobre el nivell del mar.
A l'oest se situen les serres d'Aralar i Andia i els monts d'Urbasa (conjunt denominat Urbasa-Andia), amb una altura superior als mil metres sobre el nivell del mar. Traçant una línia diagonal entre l'antiga Vareia (prop de l'actual Logronyo) i Jaca, es pot separar la zona de les planes i de muntanya baixa (i la Ribera d'Ebre) que se situaria al sud de la línia, i la zona muntanyosa (entre 500 i 1.000 metres d'altitud sobre el nivell del mar) que se situaria al nord.
La majoria de les terres ocupades pels vascons es van formar a l'era terciària, perquè només les terres sedimentàries de la zona de Vall de l'Ebre (amb un ramal des de l'Ebre seguint el curs del riu Aragó i del riu Arga fins a l'altura de Tafalla) són posteriors.
De l'era Proterozoica no es troben formacions precambrianes; de l'era Paleozoica s'han trobat alguns fòssils, però en tan escassa quantitat que la qualificació dels terrenys ha degut fer-se per analogies amb altres de l'entorn; dels períodes cambrià, silurià, devonià i carbonífer semblen ser els terrenys situats al nord-oest del territori.
L'era mesozoica s'assenyala a la zona compresa per les serres d'Urbasa i Aralar, i des d'aquesta cap al nord (fins als terrenys de formació Paleozoica) i cap a l'est al llarg dels Pirineus.

### Hidrologia

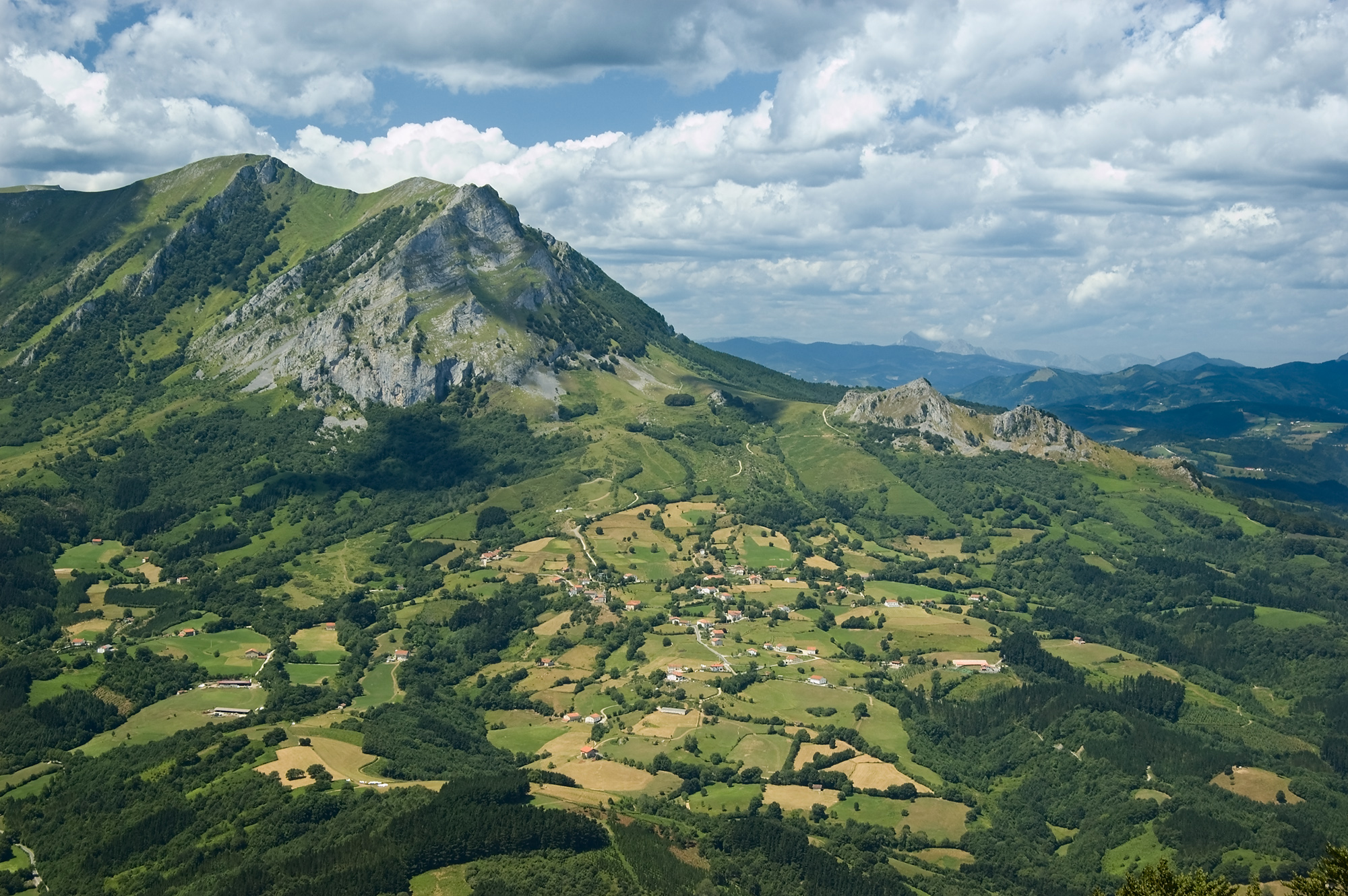
El Balerdi amb Azkarate (Araitz) als peus, a la Leitzaldea

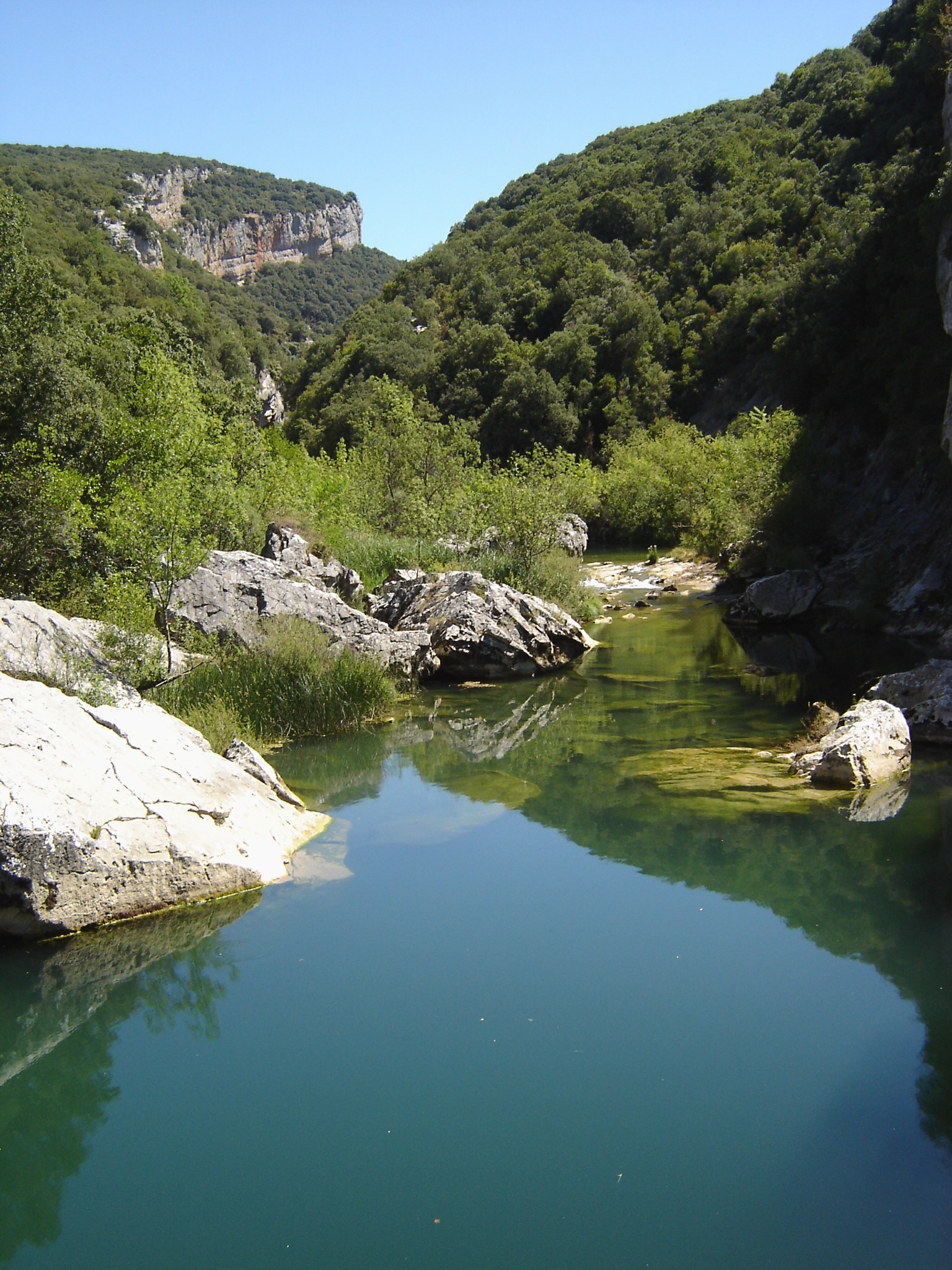
El Salazar prop d'Irunberri

El riu Arga recorria el territori vascó des dels Pirineus fins a l'Ebre, en el qual desemboca a prop de l'antiga ciutat de Graccurris. Té com afluents principals per la dreta l'Ulzama (cap al nord de Pompelon), i l'Araquil (la seva vall discorre entre l'oest de Pamplona i la localitat d'Araceli, i separa les serres d'Aralar i Urbasa). Per l'esquerra rep l'Aragó, el qual té el seu naixement als contraforts pirinencs del que fou el territori dels iacetans. El riu Aragó rep per la seva dreta al riu Esca que forma la vall del Roncal, i el riu Erro, nascut a prop de Roncesvalls, i que des d'allà descendeix cap al sud-est i rega el que fou el país dels iluberitans. Al seu torn el riu Erro rep per la seva esquerra a l'Irati, la vall del qual ascendeix cap als Pirineus (i que al seu torn és receptor de l'Urrabi, la vall del qual permet l'accés a Roncesvalls) i el Salazar, que des dels Pirineus descendeix fins a l'antiga Iluberri.
Paral·lel a l'Arga discorre l'Ega en el seu tram final, quan a l'altura l'actual Lizarra (a la zona dels antics fundus Emilianus, Grocius, Munius, Aberius, etc.) torça el seu rumb. Abans d'arribar a aquest punt el riu discorre, des del seu naixement a Àlaba, en direcció cap a l'est.
Al sud de l'Ebre el riu principal és el Cidacos (homònim del riu que paral·lel a l'Arga va des del nord de l'actual Tafalla fins a desembocar a l'Aragó), que banya l'antiga Calagurris.

### Clima i vegetació
El clima de la zona nord-oest era més aviat temperat, plujós i humit, i hi predominaven els boscos i les pastures. La resta de la zona pirinenca i els seus estreps (i les serres d'Aralar i Urbasa-Andía) era de clima fred i plujós, predominaven les pastures i boscos, i les muntanyes eren elevades. La zona de Pamplona, i cap al Sud, era muntanyosa amb espais plans i diversos valls. El seu clima era fred i plujós. Predominaven els boscos i les pastures.
La zona mitjana, més al Sud, va ser de transició entre la muntanya i la Ribera, amb un clima més temperat i menys pluges. Es cultivaven cereals.
La zona de Ribera era plana i produïa cereals i altres cultius. Les temperatures eren les més altes del territori i la pluja la menor.
En el seu territori predominaven els faigs i els roures.

### Evolució territorial

#### Període romà

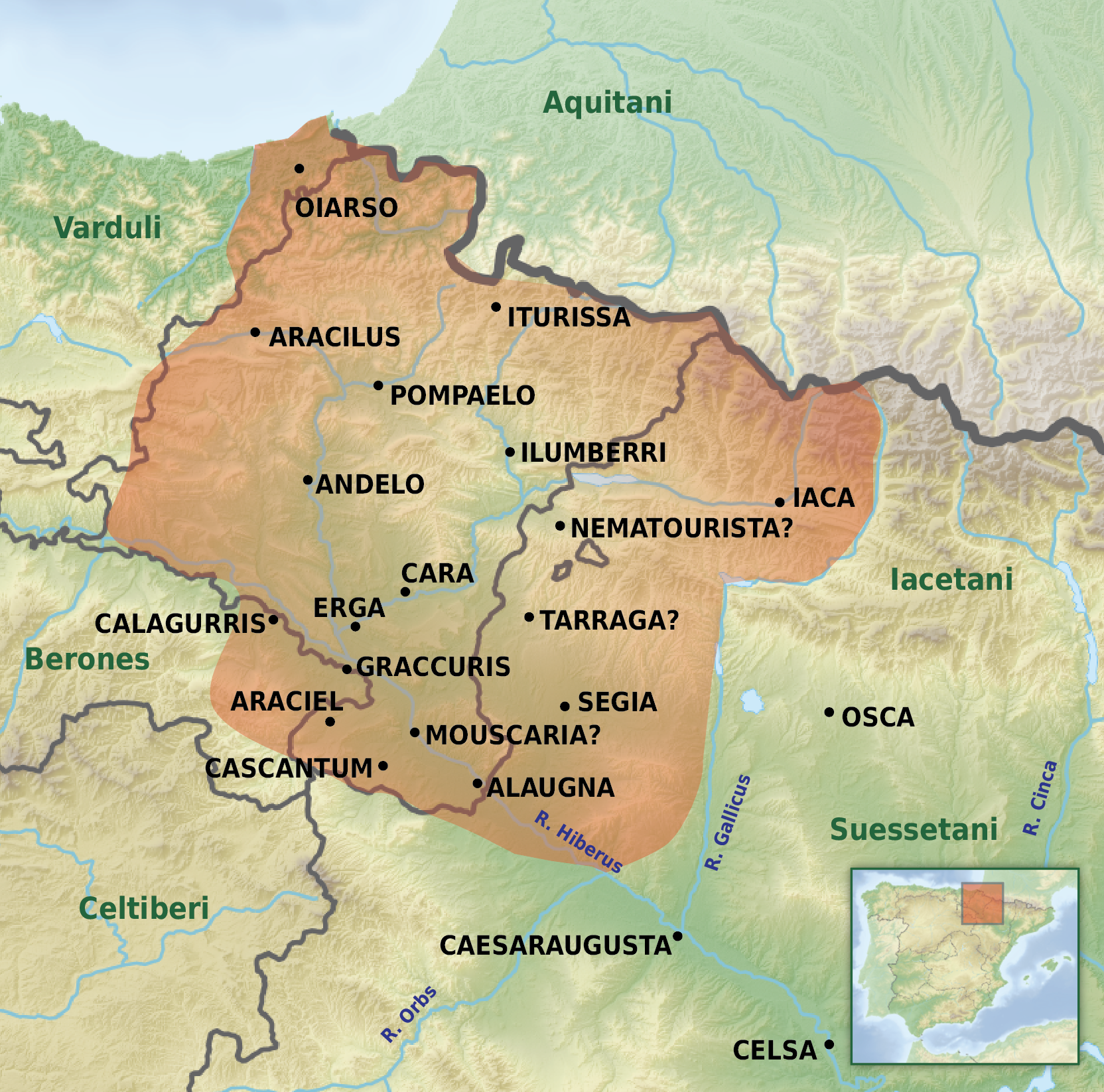
Extensió territorial vascona. Inclou les ciutats atorgades als vascons per suportar a Pompeu.

Descripcions dels territoris habitats pels vascons apareixen en obres d'autors clàssics, sobretot entre els segles I a.C. i II d.C. Es tracten d'autors com Livi, Estrabó, Plini el Vell o Ptolemeu. Tot i que aquests texts han sigut estudiats com a fonts de referència, alguns autors han destacat una aparent falta de coherència i uniformitat dins els texts, sobretot en el cas d'Estrabó.
El document més antic correspon amb Livi, que en un breu passatge de la seva obra sobre la Guerra Sertoriana (76 a.C.) relata com, després de remuntar el riu Ebre i passar la civitas o ciutat de Calagurris Nasica, es passa pel territori pla dels vascons (el Vasconum agrum), fins a arribar al limit amb el poble veí, els berons. Comparant altres seccions del mateix fragment es pot deduir que els vascons eren veïns cap al sud de la ciutat celtibera de Contrebia Leucade, pel que el limit amb els berons devia d'estar ubicat a l'occident.
Plini el Vell, en la seva gran obra Història Natural, va mencionar un text anterior al 50 a.C. que emplaçava els vascons a la banda occidental dels Pirineus, essent veïns dels vàrduls, i els extenia fins a les muntanyes d'Oiarso i el cantàbric, una àrea que ell denomina el Vasconum saltus. El geogràf grec Estrabó, en l'època d'August, va mencionar el vascons (en grec antic: Ούασκώνων) i va referir que les seves principals ciutats, o polis, eren Pompaelo així com també Calagurris.
"Ambdues poblacions, amb Kaláguris, una de les ciutats dels Ouaskones […] van ser testimonis dels últims esforços de Sertórios després de la seva expulsió dentre els keltíberes, i va ser a Óska on va caure assassinat." 

"Aquesta mateixa regió és croada per la via que parteix de Tarrákon fins els Ouaskones de la vora de l'Oceà, a Pompélon i a Oiáson, ciutat alçada amunt el mateix Oceà. Aquesta calçada mesura dos mil quatre-cents stadios i s'acaba a la frontera entre Akitanía i Ibería. [...]. Després, pel damunt de la Iakketanía, en direcció al Nord, hi ha la nació dels Ouaskones, que té per ciutat principal Pompélon, com qui diu ‘la ciutat de Pompéios’." (Estrabó)
A les obres de Ptolemeu es troba nova informació. La seva obra Geographikè Úphégesis, inclou el nom de 15 ciutats del territori dels vascons. Aquestes ciutats, a part de la costanera Oiasso, són: Iturissa, Pompaelo, Bituris, Andelos, Nemanturissa, Curnonium, Iacca, Graccurris, Calagurris, Cascantum, Ercavica, Tarraga, Muscaria, Seguia i Alavona.
Amb tot això, es pot concloure que en època dels romans el territori vascó comprenia l'actual Navarra, parts de La Rioja i d'Aragó. Per últim, de l'actual País Basc només va ser vascona Oiasso, això és, les actuals Oiartzun-Irun.

#### Alta Edat Mitjana
A partir del segle VII, els cronistes ja diferencien entre la Spagnouasconia, al sud dels Pirineus, de la Guasconia, al nord d'aquests, tot seguint la tradició del Cosmògraf de Ràvena. L'historiador Schulten, a partir d'aquesta tradició, va interpretar que els vascons es varen retirar parcialment dels seus territoris d'època romana per passar a ocupar terres més al nord, això és, les provincies vasques de Castella (és a dir, el País Vasc) i la part septentrional de Navarra. Schulten també va citar la cronica d'Eginard, la Vita Karoli Magni (810), que per primera vegada va emprar el terme navarresos per designar el poble que ocupava el territori riberenc del riu Ebre.

## Història
Mercenaris vascons van combatre amb Hanníbal Barca en la Segona Guerra Púnica, combatent amb el cap descobert i sense armadura, de la mateixa manera que altres pobles (germànics, lusitans, etc.), i portaven armament lleuger: dues javelines, una petita rodera, una casaca i polaines.

### Contacte amb el món romà

#### Fundació de Pamplona i aliança amb Roma
Pompeu va fundar en el territori vascó la ciutat de Pompelo (Pamplona) que va esdevenir la seva capital. Foren aliats dels romans contra els celtibers, i van rebre territoris més enllà de l'Ebre (probablement la comarca de Calagurris). Sota domini romà els vascons de les planes van patir una intensa romanització que no va afectar els vascons de les muntanyes.

### Els vascons durant l'imperiumromà
Cap al 29 aC es van iniciar prop de territori vascó les guerres càntabres, que sens dubte van suposar un atrafegament de militars, provisions, mercaders, etc., a la regió vascona. El 27 aC la província en la qual estaven inclosos els vascons va canviar el seu nom d'Hispània Citerior pel de Tarraconense. Amb August es va suspendre el reclutament de vascons per a les legions, però la falta de reclutes va portar de nou al reclutament (en aquesta ocasió els reclutes quedaven subjectes a un període de 16 anys). El 26 aC August va visitar la província amb motiu de les guerres càntabres, i va haver d'estar amb tota seguretat en territori dels vascons si bé segurament només va travessar la zona sense aturar-se.

La Via Asturica Burdigalam romana travessava el territori dels vascons

Amb la finalitat d'augmentar la recaptació el cens es va estendre a les províncies i es va realitzar per primera vegada en les ciutats vascones durant el mandat de Tiberi. Cal·lígula va establir diversos impostos i va multiplicar les exaccions. Claudi va suprimir alguns impostos i a poc a poc va anar guanyant-se el suport generalitzat. El seu successor Neró va tornar a rebaixar els impostos, però més tard va augmentar els que abans havia rebaixat.
Quan Galba es va rebel·lar a Clunia, no gaire lluny del territori dels vascons, aquests van estar al seu costat i molts es van allistar en el seu exèrcit.
Els ciutadans antics (emigrants italians) i els nous ciutadans (vascons romanitzats) van poder accedir amb Vespasià a les classes senatorial i eqüestre. Amb aquest emperador els impostos van ser gairebé duplicats i es van restablir aquells que havien estat abolits per Galba. Les ciutats vascones creades per Roma es van convertir en colònies amb dret llatí menor (els magistrats de les quals assumien personalment la ciutadania romana).
En temps de Trajà algunes famílies vascones romanitzades i que posseïen la ciutadania van emigrar a Roma. Quan va morir Trajà el va succeir Adrià, que va visitar Hispània (121-122) però no va ser a Vascònia. Es van augmentar alguns impostos però de manera poc significativa i després foren reduïts per Antoní Pius.
El 168 va córrer com reguera de pólvora la notícia d'una invasió dels moros al sud peninsular. Tropes auxiliars vascones van ser enviades a la zona. El 176 o 177 es van produir certes condonacions d'impostos efectuades per l'emperador. El 180 es va conèixer la seva mort i la seva substitució pel seu fill Commode. Probablement es van produir diversos abusos en el seu govern i la població li va ser hostil. Un soldat desertor, Matern, va organitzar una banda que es va convertir en exèrcit, i va operar diversos mesos a cavall entre la Gàl·lia i Hispània, probablement utilitzant alguna vegada els passos del territori vascó.
Triomfant Septimi Sever, alguns notables vascons que van donar suport a Albí van patir represàlies i se'ls van confiscar les seves propietats (197). Amb Caracal·la tots els habitants de l'imperi adquiriren per llei la ciutadania romana. Macrí va tornar a rebaixar els impostos. Els anys següents van estar marcats a l'imperi per les guerres civils i revoltes, amb regnats curts.
Al segle iii la regió fou afectada a més pels atacs del germànics i la societat i l'economia es va desorganitzar. Amb l'anarquia i les invasions, els tributs van començar a recaptar-se en espècie (sistema que abans sol s'havia utilitzat ocasionalment), sistema que es convertí en base de la recaptació amb Dioclecià.

El regne dels visigots cap al 560. Al nord, els vascons.

Des del 409 va esclatar la bagaúdia a la Tarraconense central, en què els vascons van tenir part activa, i al mateix temps va eclosionar la demografia de les muntanyes que no podien mantenir un nombre massa gran de gent. Així vers el 456, dominada la bagaúdia pels visigots al servei dels romans, els vascons es van expandir vers les zones sense autoritat a l'oest, conquerint els països dels caristis, autrígons i vàrduls romanitzats, on la població va ser en part exterminada i en part absorbida donant origen al poble basc, que era essencialment el mateix poble que els vascons (la paraula vascó no s'ha mantingut). Una part dels vascons que encara van romandre a Navarra van passar a Aquitània vers el 507 i van anar emigrant cap al vessant nord dels Pirineus entre el 507 i el 587 almenys. Quan el 582 una part del país al sud del Pirineus (inclosa Pamplona) fou ocupada pels visigots, l'emigració es va fer més intensa i atrevida, i els vascons van arribar a crear al sud d'Aquitània el ducat de Gascunya.

#### L'exèrcit
Molts vascons van servir en l'exèrcit romà i, alguns, quan es llicenciaven o acabaven el seu servei tornaven al seu lloc d'origen i s'establien amb les seves famílies, moltes vegades procedents de zones romanitzades; alguns havien obtingut cert poder i disposaven d'esclaus, o els adquirien, esclaus que estaven llatinitzats i que indirectament influïen en els seus amos a l'establir-se una relació entre ambdós basant-se en l'únic element comú existent: la llengua llatina i la cultura de Roma.
Des del 90 aC soldats vascons havien obtingut la ciutadania romana. Consta l'existència de soldats d'ètnia vascona en les guàrdies de Juli Cèsar i d'August, i per ordre d'aquest emperador van ser vascons els qui van custodiar Roma fins després de la batalla d'Àccium (31 aC). Reclutats per Galba, la Cohors II Vasconum, els integrants de la qual tenien probablement ciutadania romana, va tenir un paper destacat per sufocar la revolta dels bataus a la regió de l'actual Düsseldorf (Alemanya), va estar a Britànnia cap al 105 i 122, i també se'ls ubica a la Mauritània Tingitana. Altres notícies sobre soldats vascons apareixen al llarg del segle ii. No hi ha dubte que tots aquests soldats quan acabaven el seu servei i tornaven a les seves llars originàries introduïen la romanització.
Per part seva, els vascons que servien en les tropes auxiliars es van romanitzar a partir del segle II per influència dels seus oficials i dels ciutadans romans que s'allistaven, i d'altra banda assumien la romanització com una meta desitjable, ja que sabien que al final del seu servei gaudirien de la ciutadania romana.

#### Personatges
La rodalia de l'Ebre era la zona més romanitzada (ho estava totalment al segle II). L'any 42 va néixer a Calagurris, totalment romanitzada, Marc Fabi Quintilià.

## Societat

### Caràcter i costums
Els vascons no estan citats en les fonts escrites fins al segle i. Se sap molt poc dels vascons no romanitzats durant tot el període romà, tant en la República com en l'Imperi. El seu aspecte exterior no diferia d'altres muntanyencs de la península Ibèrica: vestien amb pells per a protegir-se del fred, la seva cabellera era abundant i duien barba. En les seves cerimònies, on segurament adoraven el foc, se celebraven sacrificis humans i probablement podia menjar-s'hi carn humana. Els vascons eren pagesos i ramaders, i molts d'ells vivien en valls gairebé incomunicats i sense relació amb altres pobles. Ràpidament se'ls va qualificar de salvatges i bàrbars i se'ls va atribuir gran duresa i ràbia bestial. Estrabó va aclarir que aquesta rudesa i salvatgia no era deguda sols als seus costums guerrers sinó al seu allunyament envers altres comunitats, ja que els camins terrestres i marítims que portaven a aquestes comunitats eren llargs i difícils, i aquesta falta de comunicació els havia fet perdre tota sociabilitat i tota humanitat.
La conquesta romana, probablement pacífica i per pacte, va suposar l'obertura de vies de comunicació amb l'Aquitània i l'arribada de la influència romana a algunes regions muntanyoses. Roma va tolerar els costums locals en general però a les ciutats i a la seva àrea d'influència es va produir una forta romanització (si bé en els llogarets els vascons van mantenir íntegres les seves tradicions, llengua, cultura, forma de vida, indumentària, religió, etc., tot i el contacte amb la cultura romana), mentre que a les zones aïllades va persistir el sistema de vida anterior i els contactes van ser esporàdics i gairebé sense incidència.

### Ensenyament, religió
Sembla segur que l'ensenyament en les escoles va existir en les ciutats però no va penetrar al camp, sobretot a les zones allunyades, fet que va permetre a la llengua vascona sobreviure com a llengua.
La religió romana es va importar i es va implantar ràpidament, però al camp van sobreviure les antigues creences de les quals quasi no se'n sap res: els vascons adoraven la lluna, els morts, el foc, les forces de la naturalesa, i segurament altres coses. Alguns dels seus déus van ser adoptats pels romans i divinitats com Lacubegis, Losa i Selatse tindrien un caràcter local. Al costat d'ells, es va introduir el culte a Júpiter, a les Nimfes, a Mart, als Ragis, a Ceres, a Juno, a Mercuri, a l'emperador August i sens dubte a altres déus. En les seves pràctiques religioses es creu que desenvolupaven ocasionalment pràctiques de canibalisme.
És possible que el culte a la lluna es desenvolupés d'acord amb un déu lunar que rebria el nom equivalent del posterior Jaungoikoa, que és el nom amb el qual es designa Déu en llengua basca, sent el mateix per a totes les variants dialectals amb petites diferències fonètiques. La seva traducció literal seria "Senyor de dalt". Anteriorment es creu que s'utilitzà la paraula Ortze. Probablement la paraula Jaungoikoa deriva de Goiko jauna. Jaungoika podria ser el mateix déu anomenat Eacus del qual consten algunes inscripcions. Eacus podria derivar del celta Eag (lluna), i de la mateixa arrel en provindria la paraula basca roncalesa Goiko (lluna).
La possibilitat del culte als rius deriva de la paraula celta Deva, que significa divina, i que va ser atribuïda a dos rius (un d'ells, a Guipúscoa, fins i tot el conserva) al nord de la península. Està documentat el culte a l'Ebre.
Segurament la paraula Tutela de la qual deriva Tudela, va ser assignada per indicar que la ciutat estava protegida per un déu o geni dels habitants de la zona. A Calagurris es coneix la Stelatesa. Així mateix cal esmentar al numen (divinitat) de Tullonium i el geni o tutela d'Iruña.

### Classes socials
El poder polític corresponia a ciutadans romans (bé d'origen o que havien obtingut la ciutadania) tots ells rics o molt rics. La major part dels vascons se situaven en les capes humils de la població, fins i tot alguns eren esclaus, si bé en les ciutats havia sorgit una capa intermèdia, bàsicament vascona, d'artesans i professionals (ferrers, fusters, etc.) i petits propietaris. Els vascons, llevat dels que tenien ciutadania romana, en general no posseïen gaires terres llevat de casos aïllats. Molts d'ells es dedicaven a l'agricultura i al pasturatge en lloc de ser propietaris de ciutadania romana o cultivaven petites parcel·les (majors quan es dedicaven a la ramaderia).

## Urbanisme

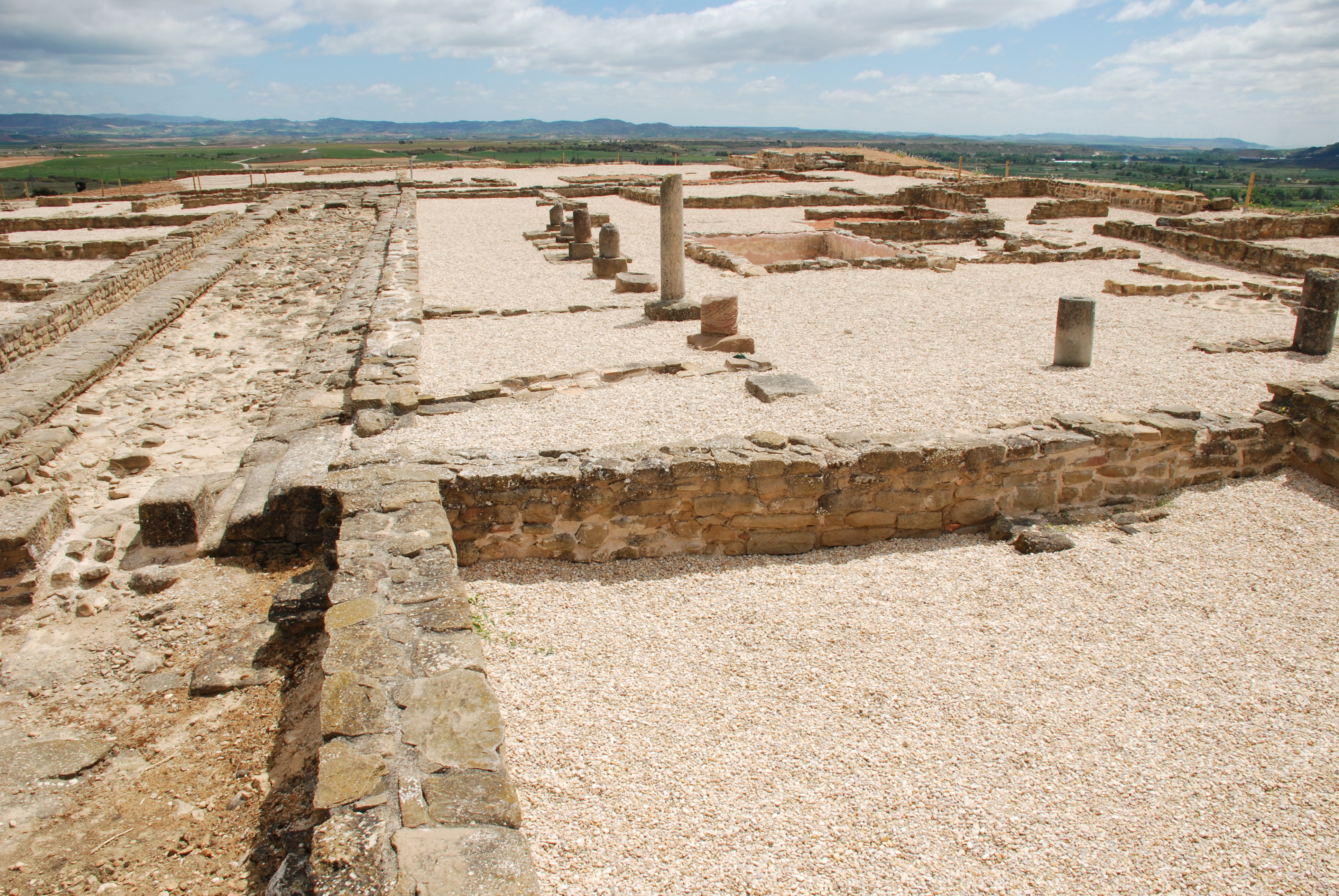
Ruïnes de la ciutat d'Andelos

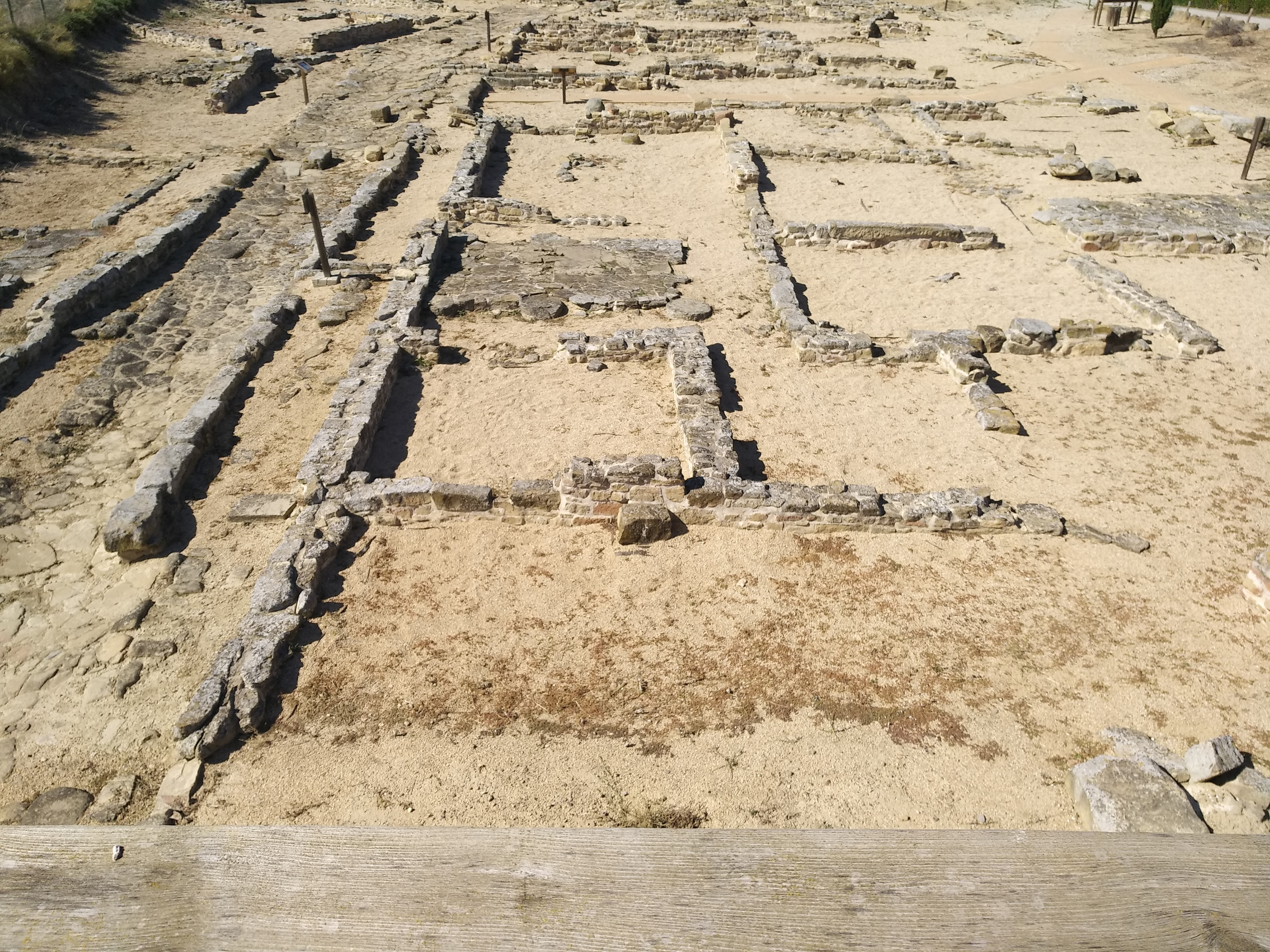
Jaciment de Cara, a Santacara

Cadascuna de les ciutats vascones (que al principi eren només llogarets grans però després van anar creixent) constituïa una espècie de república (ciutat estat) i no totes estaven poblades solament per vascons (hi havia poblats amb elements celtes o celtibers, i potser també ibers, a més de l'emigració d'habitants d'altres punts però llatinitzats). Les ciutats es regien per un sistema jurídic igual a d'altres parts de l'Imperi.
Al costat d'aquestes ciutats estat convivien les tradicionals tribus vascones, aïllades, que generalment s'estenien a una vall o a diversos llogarets. En els períodes conflictius, quan algun perill amenaçava els vascons, els diversos caps podien establir pactes d'actuació comuna i elegir d'entre ells un cap de guerra, encara que aquest costum va caure en desús durant l'Imperi.
La ciutat va ser la base de la romanització dels vascons. La "pax romana" havia d'afavorir el poblament de les planes i zones urbanitzades, a on es traslladaven els vascons des de llocs agrestes de fàcil defensa. El trasllat a les ciutats no va ser imposat pels romans almenys en el territori dels vascons. El procés va ser lent però inexorable. Cada ciutat (amb un poblament inicial d'emigrants de ciutadania romana o completament romanitzats) era un centre difusor dels costums i la llengua de Roma, de les seves estructures polítiques, socials i religioses, i del seu sistema econòmic.
Juntament amb alguns pobladors locals s'establien mercaders, funcionaris, negociants, soldats, o simples emigrants procedents d'Itàlia (i algunes vegades d'altres punts sotmesos a Roma) que, juntament a les seves famílies i esclaus, romanitzaven als indígenes. El comerç atreia els pobladors de la zona, alguns dels quals (sovint després de vendre les seves terres) s'establien a la ciutat, a la qual podien arribar (si prosperava) més emigrants, mercaders, negociants, funcionaris, etc., i la ciutat anava creixent.
A part d'una classe patrícia que vivia a les ciutats, hi havia el populum, ciutadans també lliures però de menors mitjans: artesans o treballadors de diversos oficis i petits propietaris; eren també moltes vegades antics esclaus alliberats (lliberts). Hi havia també alguns esclaus que treballaven en diversos oficis i en l'agricultura.
Aquesta estructura, mantinguda al llarg de segles, sobretot durant l'Imperi, va haver de provocar una romanització intensa dels vascons, contra la que no consta resistència. Però aquesta romanització es limità a les ciutats i a les vies de comunicació. D'altra banda l'entrada de la població indígena en la burgesia llatina va haver de ser dificultosa, per la pobresa tradicional dels vascons, i pel fet de ser una població minoritària. Una gran part dels vascons es llatinitzà, però seguien sent petits propietaris o artesans, en general descontents de la seva sort. La llatinització de les ciutats es completà al segle I i la llengua vascona deixaria de parlar-se comunament en les ciutats al llarg del segle II (però es va mantenir al pagus o camp)
A les ciutats vascones, segurament amb l'excepció de Calagurris, les muralles, quan van existir, van ser de fusta, segurament del tipus de palissada. Després, amb el llarg període de pau, les muralles van deixar de ser útils, per ser reconstruïdes (o construïdes de nou) a partir de les invasions bàrbares del segle iii.
Les vies de comunicació o calçades travessaven el territori vascó; algunes eren calçades molt importants. N'hi havia altres de menors i camins veïnals que permetien arribar a una part del territori, però que no s'endinsaven en el Vasconum Saltus, és a dir, a les zones muntanyoses i de difícil accés, poblades per vascons salvatges. L'eix de les comunicacions a Vascònia eren les vies d'Astorga a Bordeus passant per Pamplona; de Lleida a Lleó pel Vall de l'Ebre que probablement tenia un doble ramal entre Bellisona (potser l'actual Mallen) i Graccurris (probablement Alfaro), un que passaria a la vora de l'Ebre, i un altre passaria al Sud per Cascantum (Cascante). Existia una altra via que des d'Astorga passava per Clunia, Numància, Tarassona i Monteagudo (Navarra), és a dir, prop de territori vascó. Finalment estaven les vies secundàries que comunicaven les vies principals amb les petites ciutats i aldees.

### Demografia

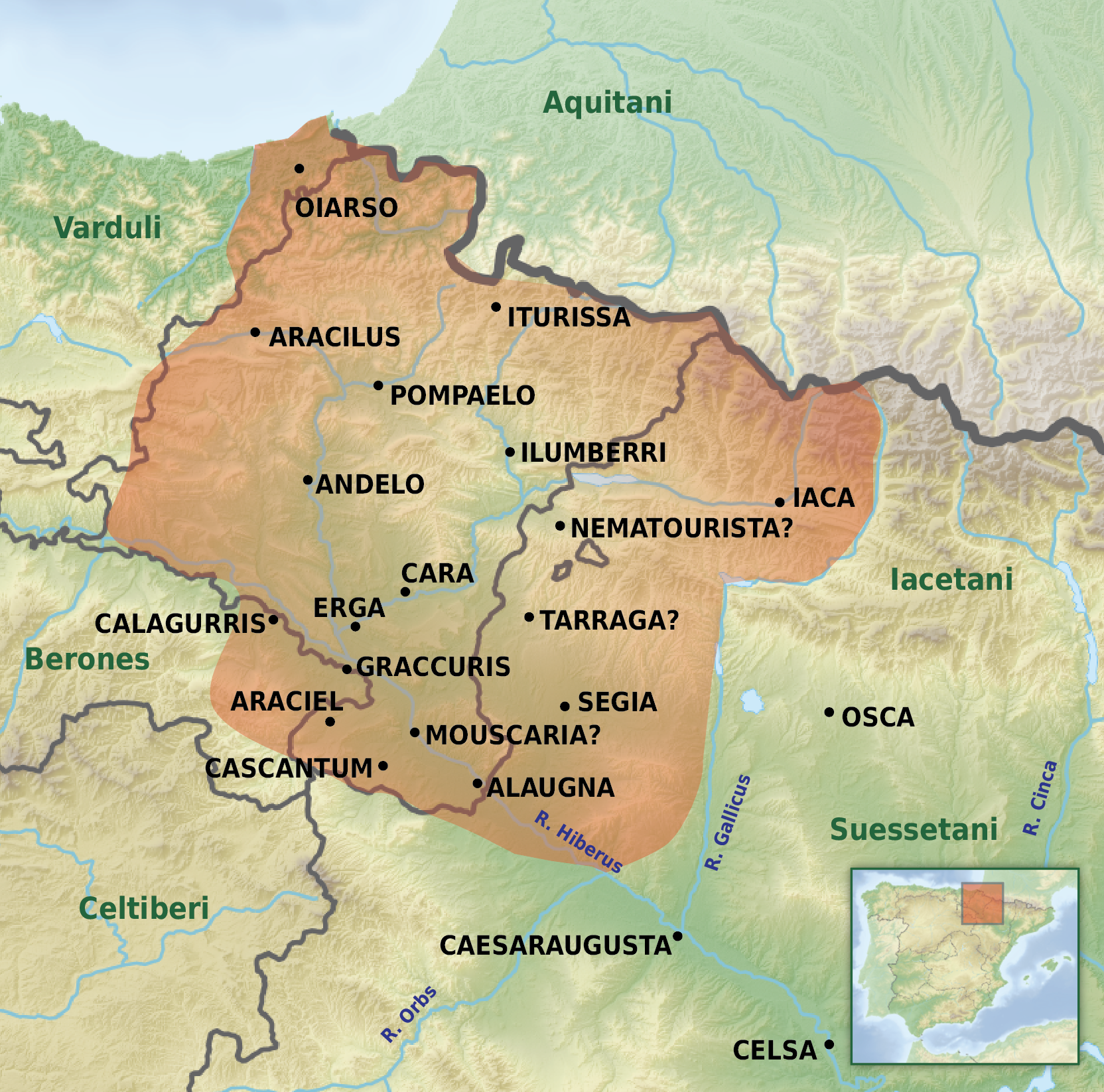
Principals ciutats dels vascons

No es pot precisar la població del territori, ja que no es compta amb cap dada estadística que pugui contribuir a determinar-la. La població vascona al principi de la dominació romana havia de ser inferior a les quaranta mil persones. Se situaria entorn de les cinquanta mil després de les guerres de Sertori. Al segle i, la pau va propiciar un increment, i s'arribaria fins als setanta mil habitants; el creixement va seguir al segle ii, i fins a mitjan segle iii, que la població va poder aconseguir un xifra al voltant dels cent mil habitants, per disminuir posteriorment (potser uns seixanta mil habitants a principis del segle V).
La població aproximada de les diverses civitas en els inicis de l'època imperial havia de ser aproximadament la següent:
- Alantone, mansió i abans segurament aldea, comptaria amb pocs habitants.
- Alabona, població progressivament absorbida per Pamplona, uns centenars.
- Andelos, ciutat que va guanyar importància, per sota dels mil habitants amb uns centenars mes als llogarets (vicus) de la rodalia.
- Aracilum, mansió i abans aldea, amb pocs habitants.
- Bituris, ciutat progressivament absorbida per Pamplona, uns centenars.
- Calagurris, ciutat important de no menys de cinc mil habitants i uns centenars més als llogarets propers.
- Cara, uns centanars, vers el miler amb els dels llogarets propers.
- Cascantum, més d'un miler comptant els de les rodalies.
- Curnonium, ciutat, uns centanars, potser un miler ambs els de les rodalies.
- Ergavia, ciutat, un dos mil amb els de les rodalies.
- Forum Gallorum, mansió probable creació romana, pocs habitants.
- Graccurris, ciutat important, més de tres mil habitants amb els de les rodalies.
- Iaca, ciutat, més d'un miler amb els de les rodalies.
- Iluberri, ciutat, més d'un miler amb els de la rodalia de la ciutat.
- Iturrissa, mansió, abans aldea, pocs habitants.
- Muscària, ciutat, uns centenars i alguns més a la rodalia.
- Nemanturissa, ciutat, uns centenars i alguns més a la rodalia.
- Oiaso, ciutat, uns centenars, un miler a la rodalia.
- Pompelon, ciutat capital, no menys de cinc mil amb els de les rodalies.
- Segia, ciutat, un miler i centenars més a les rodales ciutat.
- Tarraga, ciutat, un miler i centenars més a les rodales ciutat.
- Vareia, mansió, pocs habitants, però força centenars a la rodalia..

La quantitat d'habitants va augmentar durant l'Imperi i arribà a ser el doble en algunes ciutats, mentre altres es van mantenir més estables. Les que més van créixer van ser Pamplona i Calagurris, mentre la població aïllada romangué bastant estable. No es van produir descensos importants fins a mitjans del segle iii. És remarcable que durant l'Imperi es va fundar la ciutat de Tutela (l'actual Tudela), que va aconseguir certa importància, arribant a comptar, incloent-hi les aldees dels voltants, al voltant dels cinc mil habitants.

### Població
A grans trets es pot dir que els habitants de Vascònia que gaudien de la ciutadania romana superaven al segle ii el 20% de la població total (incloent-hi les seves famílies i clients) mentre que els esclaus corresponents a aquests ciutadans suposarien un 10% aproximadament (a Itàlia els esclaus superaven als ciutadans); d'aquests vascons amb ciutadania solament un 5% com a màxim estava entre els propietaris mitjans i grans (incloent-hi les seves famílies i esclaus). Els vascons terratinents (algun gran propietari i els propietaris mitjans) eren al voltant del 5% (sobretot al nord del país), incloent-hi les seves famílies i també els seus esclaus; els propietaris del Sud estaven molt romanitzats però la romanització era menor en els de la zona central i sobretot del Nord. Un percentatge de població del 30% corresponia a vascons petits propietaris dedicats a la ramaderia i l'agricultura, incloent-se en aquest percentatge a les famílies. La resta de la població (35%) se situava en les capes humils de pastors per compte de propietaris mitjans o grans, pagesos jornalers sense terra i activitats marginals en les ciutats, incloent-hi també a les famílies.

## Troballes arqueològiques

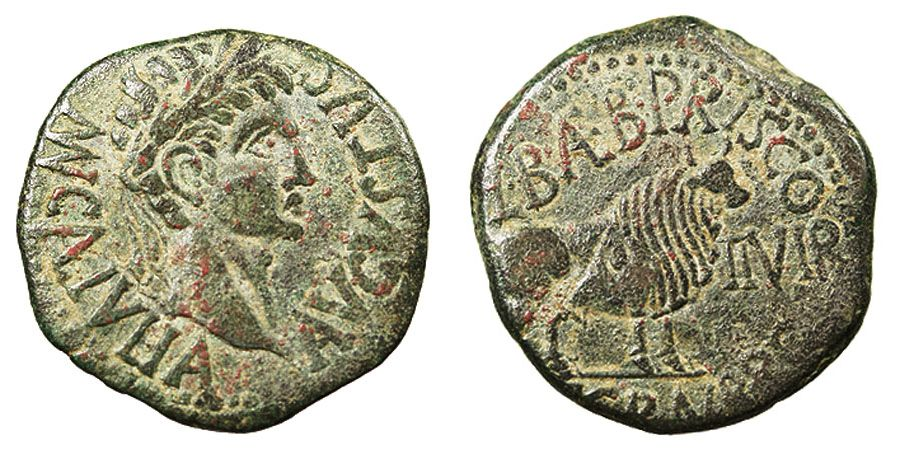
As de bronze encunyat a Calagurris

Les troballes arqueològiques del període romà al país dels vascons no són gaire importants però sí nombroses (sens dubte més nombroses que en moltes zones de l'interior d'Hispània), fet que demostra que la romanització va ser més intensa del que inicialment podria pensar-se. Es conserven restes de l'aqüeducte que proveïa a Alfaro, i unes altres troballes menors són freqüents en tot el sud i est del territori històric vascó, incloent-hi alguns mosaics relativament ben conservats.
S'han localitzat restes apreciables que podrien correspondre a Andelos i Nemanturissa. Diverses restes i troballes corresponen a Calagurris, Cascantum, Tutela, Iluberri i Pompelon.

### L'agricultura
Les explotacions agrícoles eren la base econòmica de les ciutats romanitzades i les colònies romanes. Sobretot es localitzen explotacions agrícoles (fundus) de fins a unes mil a mil cinc-centes hectàrees, en la Navarra Mitjana i Meridional, que van portar el nom del seu propietari amb el sufix "-an" o "-anus" que més tard es transformà en "-ain" o "-in". És gairebé segur que van ser els romans els qui van introduir el cultiu ampli de la vinya i l'olivera, així com l'arada romana.
L'agricultura adquirí un desenvolupament extraordinari en l'època imperial, encara que molts vascons seguiren practicant la ramaderia. Al costat de la petita propietat local es desenvoluparen les grans propietats, bàsicament en mans d'emigrants encara que algunes també en mans de notables vascons. Moltes grans propietats es dedicaren a la ramaderia. Fent un petit recompte de les poblacions actuals que porten el sufix "-ain", "-in" o "-anus" es poden trobar les següents (entre parèntesis la seva possible etimologia):
|  | - Errázquin (d'Erasius o d'Orosiu) a la zona d'Araceli. - Urdiain (d'Urdius o Gordius), a la zona d'Araceli. - Aberín (d'Aberius), a la regió a l'oest de Bituris, Andelos i Tarraga - Allín (d'Aulus) a la regió a l'oest de Bituris, Andelos i Tarraga - Amillano (d'Emilianus) a la regió a l'oest de Bituris, Andelos i Tarraga - Ancín (d'Asius o Anicius o Ausonius), a la regió a l'oest de Bituris, Andelos i Tarraga - Arellano (d'Aurelìanus), a la regió a l'oest de Bituris, Andelos i Tarraga - Baquedano (de Bacus) a la regió a l'oest de Bituris, Andelos i Tarraga - Barbarín (de Barbarius) a la regió a l'oest de Bituris, Andelos i Tarraga - Barindano (de Veranius o Beronius) a la regió a l'oest de Bituris, Andelos i Tarraga - Bearín (de Verus) a la regió a l'oest de Bituris, Andelos i Tarraga - Galdeano (de Galius) a la regió a l'oest de Bituris, Andelos i Tarraga - Garisoain o Garinoain (de Garisius o Garinius) a la regió a l'oest de Bituris, Andelos i Tarraga - Grocín (de Grocius o Gracus) a la regió a l'oest de Bituris, Andelos i Tarraga - Luquin (de Lucius) a la regió a l'oest de Bituris, Andelos i Tarraga - Moratín (de Mauritius) a la regió a l'oest de Bituris, Andelos i Tarraga - Muniain (de Munius) a la regió a l'oest de Bituris, Andelos i Tarraga - Otiñano (de Otinius) a la regió a l'oest de Bituris, Andelos i Tarraga - Zurucuain (de Surucus o Orosius) a la regió a l'oest de Bituris, Andelos i Tarraga - Adoaín (d'Adonis), a la regió d'Iluberri - Guindano (de Guinus o Vinius o Vindius) a la regió d'Iluberri - Indurain (d'Indurius o Antarius) a la regió d'Iluberri - Urbicain (de Urbanus) a la regió d'Iluberri - Muniain (de Munius) a la regió d'Iturrisa - Abinzano (d'Abundianus) a la regió de Pompelo, Bituris, Andelos i Tarraga - Ainzoain o Aizoain (d'Ancius o Aisus o Asius o Ausonius) a la regió de Pompelo, Bituris, Andelos i Tarraga - Amatriain (de Amatus o de Maternus) a la regió de Pompelo, Bituris, Andelos i Tarraga - Ansoaín (d'Ausonius) a la regió de Pompelo, Bituris, Andelos i Tarraga - Artariain (d'Astarius) a la regió de Pompelo, Bituris, Andelos i Tarraga - Asiain o Asiaín (de Asius o Asiaticus) a la regió de Pompelo, Bituris, Andelos i Tarraga - Astrain (d'Astrus o Astarius) a la regió de Pompelo, Bituris, Andelos i Tarraga - Barañain (de Veranius) a la regió de Pompelo, Bituris, Andelos i Tarraga - Barásoain (de Varasius) a la regió de Pompelo, Bituris, Andelos i Tarraga | - Barbatain (de Barbus) a la regió de Pompelo, Bituris, Andelos i Tarraga - Bariain (de Varius o Verus o Veranius o Beronius o Varinius) a la regió de Pompelo, Bituris, Andelos i Tarraga - Belascoain (de Velascus) a la regió de Pompelo, Bituris, Andelos i Tarraga - Beriaín (de Verus o Berius o Beronius) a la regió de Pompelo, Bituris, Andelos i Tarraga - Burutain (de Brutus) a la regió de Pompelo, Bituris, Andelos i Tarraga - Cemborain (de Cemborius) a la regió de Pompelo, Bituris, Andelos i Tarraga - Esain (d'Esius o Asius) a la regió de Pompelo, Bituris, Andelos i Tarraga - Etulain (de Tulius o Getulius) a la regió de Pompelo, Bituris, Andelos i Tarraga - Gardalain (de Vardanius o Gardanius o Gardalus) a la regió de Pompelo, Bituris, Andelos i Tarraga - Garinoain (de Guerinus o Varinio) a la regió de Pompelo, Bituris, Andelos i Tarraga - Guendulain (de Vendulius) a la regió de Pompelo, Bituris, Andelos i Tarraga - Guerendiain (de Guerinus o Veranius) a la regió de Pompelo, Bituris, Andelos i Tarraga - Guirguillano (de Gargilius o Virgilius) a la regió de Pompelo, Bituris, Andelos i Tarraga - Idócin (de Dacius o Idocius) a la regió de Pompelo, Bituris, Andelos i Tarraga - Imarcoain (de Marcus) a la regió de Pompelo, Bituris, Andelos i Tarraga - Labiano (de Labianus) a la regió de Pompelo, Bituris, Andelos i Tarraga - Lizasoain (de Lisacius) a la regió de Pompelo, Bituris, Andelos i Tarraga - Lizoain (de Lisus) a la regió de Pompelo, Bituris, Andelos i Tarraga - Maquiriain (de Marcus o Maquirius) a la regió de Pompelo, Bituris, Andelos i Tarraga - Marcalain (de Marcus o Marcatus) a la regió de Pompelo, Bituris, Andelos i Tarraga - Noain (de Nunius) a la regió de Pompelo, Bituris, Andelos i Tarraga - Núin (de Nunius) a la regió de Pompelo, Bituris, Andelos i Tarraga - Olano (d'Alanus o d'Aulus) a la regió de Pompelo, Bituris, Andelos i Tarraga - Ollín (potser d'Aulus) a la regió de Pompelo, Bituris, Andelos i Tarraga - Orendain (de Orencius) a la regió de Pompelo, Bituris, Andelos i Tarraga - Oricain (d'Aureus) a la regió de Pompelo, Bituris, Andelos i Tarraga - Oricoain (d'Auricius) a la regió de Pompelo, Bituris, Andelos i Tarraga - Paternain (de Paternus) a la regió de Pompelo, Bituris, Andelos i Tarraga - Redín (de Retius) a la regió de Pompelo, Bituris, Andelos i Tarraga - Sansoain (d'Ausonius) a la regió de Pompelo, Bituris, Andelos i Tarraga - Undiano (d'Unius) a la regió de Pompelo, Bituris, Andelos i Tarraga - Zoroquiain (d'Orosius o Surucus) a la regió de Pompelo, Bituris, Andelos i Tarraga |

En total seixanta-cinc possibles noms originats en fundus, als quals cal afegir altres noms que es conserven per a certs paratges, rierols, despoblats, etc., que porta a una xifra pròxima al centenar.
Cal suposar que molts noms no es van conservar, ja fos per haver-se abandonat la seva explotació o quedar destruïts, o bé per canvis de noms al llarg de la història. En algunes zones, com la comarca calagurritana, el triangle Cara - Nemanturissa - Segia, la zona d'Alfaro, Cascante i Tudela, o la rodalia de Logronyo, és més difícil rastrejar noms d'origen romà, i sens dubte devia haver-n'hi, però es van perdre durant la dominació àrab.
És possible que el nombre d'explotacions importants (entenent per importants les de prop de cinquanta hectàrees i fins a una xifra trenta vegades major) s'acostés a les quatre-centes avançada l'època imperial. D'aquestes explotacions cal considerar grans les que superaven les dues-centes cinquanta hectàrees (que no serien més enllà de les trenta) i medianes les que tenien una superfície entre cinquanta i dues-centes cinquanta hectàrees. La petita propietat (menys de cinquanta hectàrees), era molt més nombrosa, encara que sovint tendia a reunir-se amb la gran propietat. Les petites explotacions agrícoles eren generalment d'unes poques hectàrees i solament s'acostaven a les cinquanta hectàrees (amb les lògiques excepcions) en casos aïllats. Les explotacions ramaderes petites eren escasses.